# Robert Horry
Robert Keith Horry (Andalusia, 25 agosto 1970) è un ex cestista statunitense, professionista nella NBA.
Ha vinto 7 campionati NBA, più di ogni altro cestista dal 1976 ed il massimo in assoluto fra quelli che non hanno militato nei Boston Celtics negli anni sessanta. È inoltre uno dei quattro cestisti (gli altri tre sono John Salley, LeBron James e Danny Green) ad aver vinto il titolo NBA con 3 diverse franchigie.

## Carriera
Soprannominato Big Shot Rob, dopo aver frequentato il college di Alabama venne scelto dagli Houston Rockets nei draft del 1992 come undicesima scelta assoluta. Con i Rockets di Hakeem Olajuwon vinse i suoi primi due titoli giocando da ala grande in quintetto. Nel 1996 venne scambiato ai Phoenix Suns nel giro che portò ai Rockets Charles Barkley; con i Suns giocò per poco perché a metà della stagione 1996-97 venne scambiato ai Los Angeles Lakers.
Contemporaneamente il suo ruolo passò da quella di ala grande da quintetto a sesto uomo capace di cambiare una partita con la sua difesa e il suo tiro da tre punti, spesso scoccato quando la partita si stava decidendo: da qui il suo soprannome. Con i Lakers di Kobe Bryant e Shaquille O'Neal vinse altri tre titoli, decidendo spesso con i suoi tiri allo scadere varie partite dei playoff. Nell'estate 2003 è diventato free agent e ha deciso di accasarsi ai San Antonio Spurs, restando così vicino ai propri familiari residenti nella non lontana Houston. Agli Spurs gioca come cambio di Tim Duncan, affiancandolo spesso però nei finali di partita dove fa valere la sua esperienza su entrambi i lati del campo.
Con i texani ha conquistato il suo sesto titolo nel 2005 e il settimo nelle finali del 2007. Dopo aver giocato anche nella stagione successiva e aver raggiunto la scadenza contrattuale è rimasto free agent e non è più tornato nella NBA, pur non avendo annunciato il ritiro. In una recente intervista ha dichiarato di conservare all'interno del bagno di casa gli anelli (sette) che spettano ai giocatori vincitori del campionato NBA.

## Big ShotRob
Il soprannome col quale Horry è il più delle volte chiamato, Big Shot Rob appunto, è dovuto all'eccezionale capacità del giocatore nel segnare i canestri più importanti della partita, spesso allo scadere del tempo e col punteggio in parità, ed in particolar modo in partite di play-off. Questa sua caratteristica ha ulteriormente alimentato la sua fama di giocatore "vincente".
Questo è un elenco di alcuni dei più famosi clutch shot (come definiti in gergo) messi a segno da Robert Horry:
- 22 maggio 1995 - Finali play-off della Western Conference: in gara-1 Horry segna un tiro a 6,5 secondi dalla fine della partita portando i suoi Rockets sopra di un punto (94-93) sui San Antonio Spurs.
- 11 giugno 1995 - Finali NBA: Horry decide gara-3 delle finali contro gli Orlando Magic segnando un tiro da tre a 14 secondi dalla sirena, che congela il risultato sul 106-103 per Houston e consentendo ai suoi Rockets di guidare la serie per 3-0 (finirà poi con uno sweep).
- 6 maggio 1997 - Semifinali play-off della Western Conference contro gli Utah Jazz: Big Shot Rob stabilisce in gara-2 il record NBA per il maggior numero di triple segnate senza errori in una partita di play-off (7 su 7), al primo anno coi Lakers.
- 10 giugno 2001 - Finali NBA: con la partita in pieno bilico, Shaquille O'Neal in panchina per falli e meno di un minuto restante sul cronometro, Horry riceve in angolo e piazza il tiro da tre che regala ai Lakers il decisivo vantaggio di 4 punti sui Philadelphia 76ers: i Lakers prendono così il controllo della serie (2-1 per L.A.).
- 28 aprile 2002 - Primo turno play-off: con gli ultimi 10 secondi di gara-3 da giocare e Los Angeles sotto contro i Portland Trail Blazers, Kobe Bryant penetra e scarica per Robert Horry, che da dietro l'arco (2 soli secondi rimasti) infila la tripla del definitivo vantaggio.
- 26 maggio 2002 - Finali play-off della Western Conference: i Sacramento Kings stanno guidando la serie per 2-1, e in gara-4 allo Staples Center di Los Angeles comandano per tutta la partita. Quando il segnapunti indica 99-97 per i Kings e soli due secondi da giocare, Vlade Divac spazza la palla fuori dall'area, dopo un layup sbagliato di O'Neal, ma il pallone finisce proprio nelle mani di Horry che si alza dai tre punti e segna sul suono della sirena la tripla che regala la vittoria ai Lakers, scongiurando il pericolo di un eventuale 3-1 per gli avversari. Questo formidabile canestro, che diede ai Lakers la spinta decisiva per ribaltare la serie ed approdare in finale, è considerato come il massimo capolavoro del giocatore.
- 19 giugno 2005 - Finali NBA: gara-5 viene decisa dall'ennesimo tiro da tre di Horry, su assist di Emanuel Ginóbili che 5,9 secondi dallo scadere del supplementare fissa il punteggio sul 96-95 per San Antonio, fondamentale per la conquista finale del titolo a scapito dei Detroit Pistons.
- 30 aprile 2007 - Primo turno play-off: gli Spurs, sopra di un solo punto sui Denver Nuggets, si assicurano la vittoria in gara-4 con una tripla di Horry dall'angolo a 30 secondi dal suono della sirena, che sancisce la definitiva vittoria di San Antonio (serie fissata sul 3-1).

## Statistiche
| † | Denota le stagioni in cui ha vinto il titolo |

### NCAA
| Anno      | Squadra            | PG  | PT | MP   | TC%  | 3P%  | TL%  | RP  | AP  | PRP | SP  | PP   |
| --------- | ------------------ | --- | -- | ---- | ---- | ---- | ---- | --- | --- | --- | --- | ---- |
| 1988-1989 | Alabama Crim. Tide | 31  | -  | 19,0 | 42,7 | 30,8 | 64,4 | 5,0 | 1,1 | 0,7 | 1,2 | 6,5  |
| 1989-1990 | Alabama Crim. Tide | 35  | -  | 29,2 | 46,7 | 42,7 | 76,0 | 6,2 | 0,3 | 1,5 | 1,5 | 13,1 |
| 1990-1991 | Alabama Crim. Tide | 32  | -  | 30,0 | 44,9 | 33,7 | 80,4 | 8,1 | 1,8 | 1,2 | 2,4 | 11,9 |
| 1991-1992 | Alabama Crim. Tide | 35  | -  | 33,9 | 47,0 | 35,0 | 72,7 | 8,5 | 2,5 | 1,5 | 3,5 | 15,8 |
| Carriera  | Carriera           | 133 | -  | 28,2 | 45,8 | 37,1 | 74,2 | 7,0 | 1,4 | 1,3 | 2,2 | 12,0 |

### NBA

#### Regular season
| Anno       | Squadra           | PG   | PT  | MP   | TC%  | 3P%  | TL%  | RP  | AP  | PRP | SP  | PP   |
| ---------- | ----------------- | ---- | --- | ---- | ---- | ---- | ---- | --- | --- | --- | --- | ---- |
| 1992-93    | Houston Rockets   | 79   | 79  | 29,5 | 47,4 | 25,5 | 71,5 | 5,0 | 2,4 | 1,0 | 1,1 | 10,1 |
| 1993-94†   | Houston Rockets   | 81   | 81  | 29,3 | 45,9 | 32,4 | 73,2 | 5,4 | 2,9 | 1,5 | 0,9 | 9,9  |
| 1994-95†   | Houston Rockets   | 64   | 61  | 32,4 | 44,7 | 37,9 | 76,1 | 5,1 | 3,4 | 1,5 | 1,2 | 10,2 |
| 1995-96    | Houston Rockets   | 71   | 71  | 37,1 | 41,0 | 36,6 | 77,6 | 5,8 | 4,0 | 1,6 | 1,7 | 12,0 |
| 1996-97    | Phoenix Suns      | 32   | 15  | 22,5 | 42,1 | 30,8 | 64,0 | 3,7 | 1,7 | 0,9 | 0,8 | 6,9  |
| 1996-97    | L.A. Lakers       | 22   | 14  | 30,7 | 45,5 | 32,9 | 70,0 | 5,4 | 2,5 | 1,7 | 1,3 | 9,2  |
| 1997-98    | L.A. Lakers       | 72   | 71  | 30,4 | 47,6 | 20,4 | 69,2 | 7,5 | 2,3 | 1,6 | 1,3 | 7,4  |
| 1998-99    | L.A. Lakers       | 38   | 5   | 19,6 | 45,9 | 44,4 | 73,9 | 4,0 | 1,5 | 0,9 | 1,0 | 4,9  |
| 1999-2000† | L.A. Lakers       | 76   | 0   | 22,2 | 43,8 | 30,9 | 78,8 | 4,8 | 1,6 | 1,1 | 1,1 | 5,7  |
| 2000-01†   | L.A. Lakers       | 79   | 1   | 20,1 | 38,7 | 34,6 | 71,1 | 3,7 | 1,6 | 0,7 | 0,7 | 5,2  |
| 2001-02†   | L.A. Lakers       | 81   | 23  | 26,4 | 39,8 | 37,4 | 78,3 | 5,9 | 2,9 | 1,0 | 1,1 | 6,8  |
| 2002-03    | L.A. Lakers       | 80   | 26  | 29,3 | 38,7 | 28,8 | 76,9 | 6,4 | 2,9 | 1,2 | 0,8 | 6,5  |
| 2003-04    | San Antonio Spurs | 81   | 1   | 15,9 | 40,5 | 38,0 | 64,5 | 3,4 | 1,2 | 0,6 | 0,6 | 4,8  |
| 2004-05†   | San Antonio Spurs | 75   | 16  | 18,6 | 41,9 | 37,0 | 78,9 | 3,6 | 1,1 | 0,9 | 0,8 | 6,0  |
| 2005-06    | San Antonio Spurs | 63   | 3   | 18,8 | 38,4 | 36,8 | 64,7 | 3,8 | 1,3 | 0,7 | 0,8 | 5,1  |
| 2006-07†   | San Antonio Spurs | 68   | 8   | 16,5 | 35,9 | 33,6 | 59,4 | 3,4 | 1,1 | 0,7 | 0,6 | 3,9  |
| 2007-08    | San Antonio Spurs | 45   | 5   | 13,0 | 31,9 | 25,7 | 64,3 | 2,4 | 1,0 | 0,5 | 0,4 | 2,5  |
| Carriera   | Carriera          | 1107 | 480 | 24,5 | 42,5 | 34,1 | 72,6 | 4,8 | 2,1 | 1,0 | 0,9 | 7,0  |

#### Play-off
| Anno     | Squadra           | PG  | PT  | MP   | TC%  | 3P%  | TL%  | RP  | AP  | PRP | SP  | PP   |
| -------- | ----------------- | --- | --- | ---- | ---- | ---- | ---- | --- | --- | --- | --- | ---- |
| 1993     | Houston Rockets   | 12  | 12  | 31,2 | 46,5 | 30,0 | 74,1 | 5,2 | 3,2 | 1,5 | 1,3 | 10,3 |
| 1994†    | Houston Rockets   | 23  | 23  | 33,8 | 43,4 | 38,2 | 76,5 | 6,1 | 3,6 | 1,5 | 0,9 | 11,7 |
| 1995†    | Houston Rockets   | 22  | 22  | 38,2 | 44,5 | 40,0 | 74,4 | 7,0 | 3,5 | 1,5 | 1,2 | 13,1 |
| 1996     | Houston Rockets   | 8   | 8   | 38,5 | 40,7 | 39,6 | 43,5 | 7,1 | 3,0 | 2,6 | 1,6 | 13,1 |
| 1997     | L.A. Lakers       | 9   | 9   | 31,0 | 44,7 | 42,9 | 77,8 | 5,3 | 1,4 | 1,1 | 0,8 | 6,7  |
| 1998     | L.A. Lakers       | 13  | 13  | 32,5 | 55,7 | 35,3 | 68,3 | 6,5 | 3,1 | 1,1 | 1,1 | 8,6  |
| 1999     | L.A. Lakers       | 8   | 0   | 22,1 | 46,2 | 41,7 | 78,6 | 4,5 | 1,4 | 0,8 | 0,8 | 5,0  |
| 2000†    | L.A. Lakers       | 23  | 0   | 26,9 | 40,7 | 28,8 | 70,2 | 5,3 | 2,5 | 0,9 | 0,8 | 7,6  |
| 2001†    | L.A. Lakers       | 16  | 0   | 23,9 | 36,8 | 36,2 | 59,1 | 5,2 | 1,9 | 1,4 | 1,0 | 5,9  |
| 2002†    | L.A. Lakers       | 19  | 4   | 37,0 | 44,9 | 38,7 | 78,9 | 8,1 | 3,2 | 1,7 | 0,8 | 9,3  |
| 2003     | L.A. Lakers       | 12  | 10  | 31,1 | 31,9 | 5,3  | 55,6 | 6,7 | 3,1 | 1,3 | 1,0 | 5,6  |
| 2004     | San Antonio Spurs | 10  | 0   | 21,1 | 46,5 | 36,4 | 92,9 | 6,3 | 0,9 | 0,8 | 0,2 | 6,1  |
| 2005†    | San Antonio Spurs | 23  | 0   | 26,9 | 44,8 | 44,7 | 73,2 | 5,4 | 2,0 | 0,9 | 0,9 | 9,3  |
| 2006     | San Antonio Spurs | 13  | 5   | 17,2 | 40,5 | 35,3 | 73,1 | 3,7 | 0,8 | 0,4 | 0,7 | 4,2  |
| 2007†    | San Antonio Spurs | 18  | 0   | 20,1 | 41,7 | 35,1 | 82,4 | 3,9 | 1,6 | 0,6 | 1,3 | 4,3  |
| 2008     | San Antonio Spurs | 15  | 0   | 10,3 | 19,4 | 22,7 | 66,7 | 2,1 | 0,5 | 0,3 | 0,3 | 1,5  |
| Carriera | Carriera          | 244 | 116 | 28,0 | 42,6 | 35,9 | 72,2 | 5,6 | 2,4 | 1,1 | 0,9 | 7,9  |

#### Massimi in carriera
- Massimo di punti: 40 vs Milwaukee Bucks (16 novembre 1995)[2]
- Massimo di rimbalzi: 20 vs Sacramento Kings (20 maggio 2002)
- Massimo di assist: 10 (2 volte)
- Massimo di palle rubate: 7 vs Orlando Magic (9 giugno 1995)
- Massimo di stoppate: 6 vs Golden State Warriors (19 marzo 1996)
- Massimo di minuti giocati: 54 vs Houston Rockets (18 febbraio 2003)

## Palmarès

### Squadra
- Campionato NBA: 7

Houston Rockets: 1994, 1995
Los Angeles Lakers: 2000, 2001, 2002
San Antonio Spurs: 2005, 2007

### Individuale
- NBA All-Rookie Second Team (1993)